# Armata przeciwlotnicza KDA-35
Automatyczna armata przeciwlotnicza KDA-35, kalibru 35 mm produkowana w Hucie Stalowa Wola, na mocy nieodpłatnej umowy wdrożeniowej przekazanej w 1995 z firmy Oerlikon.  

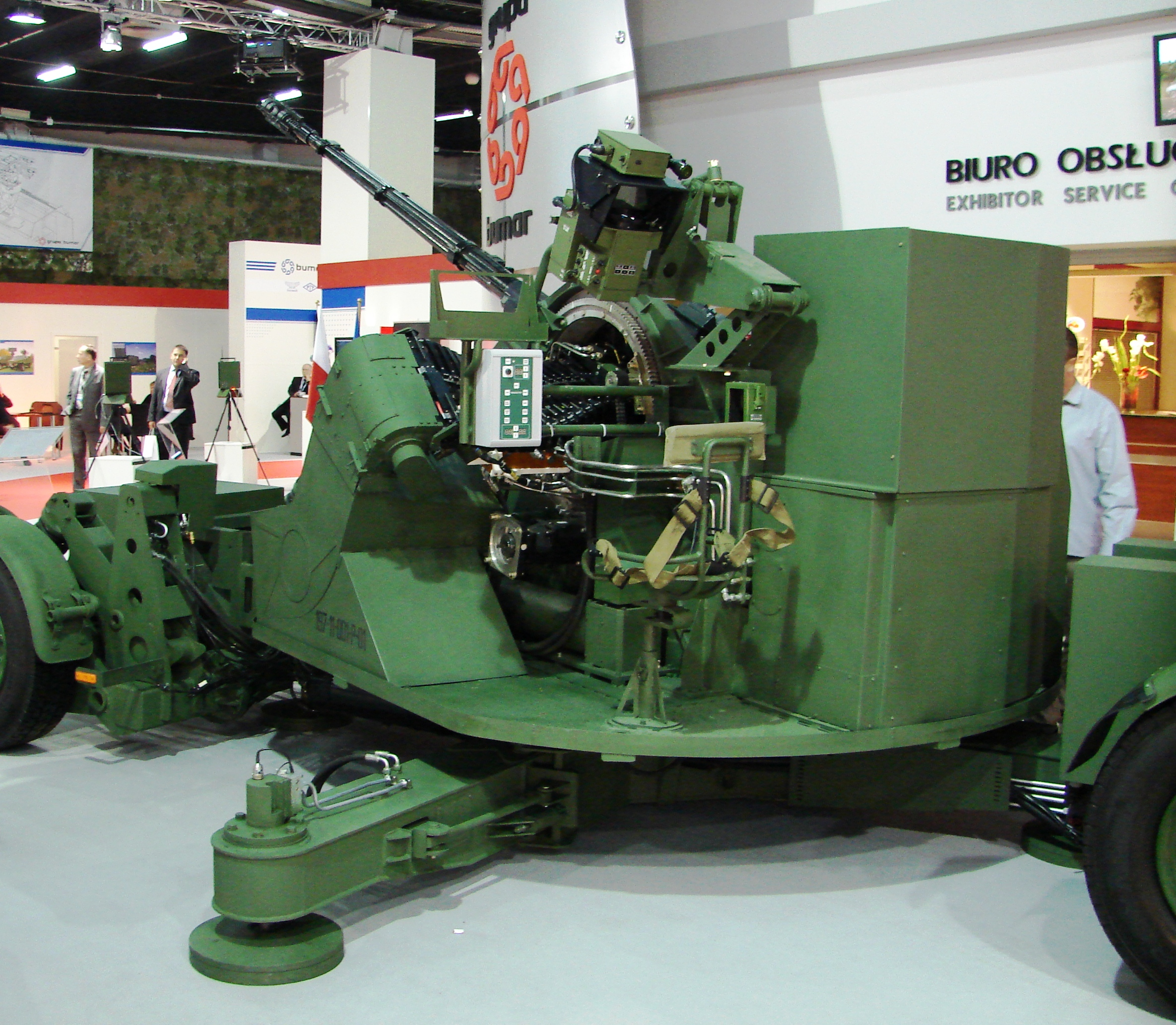
Armata KDA w ZSSP-35 Hydra

## Przeznaczenie
Armata przeciwlotnicza KDA - 35, jest produkowana w wariancie AG-35 i A-35, służy do zwalczania środków napadu powietrznego, zwłaszcza samolotów, śmigłowców, rakiet skrzydlatych i bezpilotowych aparatów lecących na bardzo małych, małych i średnich wysokościach. Armaty mogą także zwalczać lekko opancerzone cele lądowe i nawodne. Różnią się rozwiązaniem układu celowania i kierowania ogniem. Armata A-35 jest zdalnie sterowana przez operatora, natomiast armata AG-35 jest wyposażona w zintegrowaną optoelektroniczną głowicę śledząco-celowniczą, komputer balistyczny i wideotraker. Armata jest standardowo wyposażona w zapasową lufę. System jest skuteczny przy strzelaniu do celów poruszających się z prędkościami do 600 m/s.
Modułowa konstrukcja armaty umożliwia posadowienie jej na różnego typu platformach kołowych i gąsienicowych o wymaganej nośności.
Unikalną zaletą jest dwustronne zasilanie w amunicję z możliwością szybkiej zmiany strony zasilania i zmiany rodzaju amunicji.

## Dane techniczne
- Armata może razić cele na dystansie do 5,5 km i pułapie do 3,5 km.
- Wysokość zwalczania 0 m do 3500 m (w zależności od typu amunicji).
- Zakres kątów ostrzału: – w płaszczyźnie poziomej, 360° – w płaszczyźnie pionowej, - 3° do +85°
- Rozrzut 1 mrad
- Pojemność magazynów amunicji 2 x 100 szt.
- Zasilanie agregat 3,5 kW/4,3 kVA i zespół 4 akumulatorów
- Posiada zintegrowany system programowania, dla amunicji programowalnej z pomiarem prędkości wylotowej pocisku.
- Kaliber 35 mm
- Amunicja  35 x 228 mm[3]
- Masa armaty  675 kg
- Całkowita długość lufy 3150 mm
- Maksymalna prędkość początkowa pocisku 1385 m/s
- Ciśnienie robocze w lufie 380 MPa
- Szybkostrzelność  550 pocisków/min
- Siła odrzutu 29,4 kN
- Długość odrzutu 55 mm[4]

## Zastosowanie
Armata jest używana m.in. w systemie PZA Loara, na korwecie ORP Kaszub oraz planowanym ZSSP-35 Hydra.